# Bean, Kent
Bean är en ort och civil parish i grevskapet Kent i sydöstra England. Orten ligger i distriktet Dartford, cirka 5 kilometer sydost om Dartford och cirka 6 kilometer sydväst om Gravesend. Tätorten (built-up area) hade 1 633 invånare vid folkräkningen år 2021.